# Marcelo Salas
Marcelo Salas (född 24 december, 1974 i Temuco) är en chilensk före detta professionell fotbollsspelare. Han är en av Chiles främsta spelare genom tiderna, och historisk målskytt för det chilenska landslaget.

## Karriär

### Universidad de Chile
Salas spelade för klubben Santos FC Temuco innan han flyttade till Universidad de Chiles ungdomssektion. 1993 debuterade han för klubbens A-lag och hade 1994 och 1995 framgångar i klubblaget som båda åren vann den chilenska ligan. 

### River Plate
Efter framgångarna i Chile köptes Salas till den argentinska klubben River Plate. Övergången diskuterades i pressen. Få chilenare hade lyckats i den argentinska ligan förut. Diego Maradona kritiserade Salas flytt till River Plate, efter rivalklubben Boca Juniors också hade scoutat Salas. Salas var dock lyckosam och bidrog till ligasegrar såväl som cupguld. Han kallades "El shileno Salas" och sången El Matador sjöng till chilespelarens ära. 1997 tilldelades Salas utmärkelsen Sydamerikas bästa fotbollsspelare.

### Lazio
Efter Salas framgångar i VM-slutspelet i Frankrike köptes han till den italienska klubben Lazio för 18 miljoner dollar. Lazio, som tränades av svensken Sven-Göran Eriksson vann säsongen 1999/2000 Scudetton, en titel som laget inte vunnit sedan säsongen 1973/74. Salas var en del av laget då samt då Lazio vann Cupvinnarcupen och Europeiska Supercupen.

### Juventus
Sedan Sven-Göran Eriksson lämnat Lazio 2001, såldes Salas till Juventus för 25 miljoner Euro. När kontraktet med Juventus löpte ut 2003 hade Salas spelat endast 14 matcher och gjort 2 mål för klubben. 2003 såldes chilenaren till River Plate till ett pris av 12 miljoner dollar.

### River Plate
2003 återvände Salas till Argentina för spel i River Plate. Under perioden 1996-1998 hade Salas gjort 26 mål på 51 matcher, ett resultat han inte kom i närheten av under sin andra sejour i klubben. Då hans kontrakt gick ut år 2005 hade Salas ett facit på 7 gjorda mål på 43 matcher.

### Universidad de Chile
2005 återvände Salas hem till Chile och i slutet av juli skrev han på för sin gamla klubb Universidad de Chile.

## Landslaget
Debuterade 1994 i en match mot Argentina som slutade med 3-3. Salas byttes in i andra halvlek och var en av målgörarna. Tillsammans med Ivan Zamorano utgjorde Salas ett giftigt anfallspar kallat "Za-Sa" eller "La Roja". De vann skytteligan i kvalet till Fotbolls-VM i Frankrike.
Salas gjorde i VM 4 mål (2 mot Italien, 1 mot Österrike samt 1 mot Brasilien. Efter flera prs frånvaro i landslaget och matcher utan att göra mål, blev Salas historisk 2005, när han gjorde sitt 35:e mål mot Bolivia och därmed blev den meste målgöraren i det chilenska landslagets historia, före bland andra Zamorano och Carlos Caszely. Samma år skulle Salas dra sig tillbaka från landslagsspel. 2007 gjorde Salas comeback under den nye coachen Marcelo Bielsa. Han gjorde sitt 36:e respektive sitt 37:e mål mot Uruguay i en VM-kvalmatch 2007.

## Prestationer
| Prestation                                                          | År   |
| ------------------------------------------------------------------- | ---- |
| Sydamerikas bästa fotbollsspelare                                   | 1997 |
| Bäste Utländsk fotbollsspelare i Argentina                          | 1997 |
| Bäste målskytt i italienska ligan                                   | 1999 |
| Bäste utländsk debutant för Lazio                                   |      |
| En av de 100 bästa spelare i Fotbollens historia enligt FIFA        |      |
| Spelaren med flest internationella titlar i den chilenska historien |      |
| Bäste spelaren i Chile enligt sportjournalister                     | 1997 |
| Störste målskytt i VM för Chile tillsammans med L. Sanchez          |      |
| Bäste målskytt i Copa Libertadores                                  | 1996 |
| Bäste målskytt i det Chilenska landslaget                           |      |